# 2015 en journalisme
Cet article présente les faits marquants de l'année 2015 en journalisme.

## Évènements
- 7 janvier : Attentat contre Charlie Hebdo[1].
- 28 février : L'AFP annonce par erreur la mort de Martin Bouygues[2].
- 21 octobre : Validation par l’Autorité de la concurrence du rachat du Parisien par LVMH[3].